# Bare (Kraljevo)
Bare (szerbül: Баре), település Szerbiában, a Raškai körzet Kraljevoi községében.

## Népesség
- 1948-ban 166 lakosa volt.
- 1953-ban 165 lakosa volt.
- 1961-ben 172 lakosa volt.
- 1971-ben 170 lakosa volt.
- 1981-ben 173 lakosa volt.
- 1991-ben 194 lakosa volt.
- 2002-ben 165 lakosa volt, akik mindannyian szerbek.